# Mistrovství světa v judu 1979 – muži – střední váha (-86kg)
Zápasy v judu na X. mistrovství světa v kategorii středních vah mužů proběhly v Paříži, 7. prosinec 1979.

## Finále
| Finále         |               |
| -------------- | ------------- |
| Detlef Ultsch  | Detlef Ultsch |
| Michel Sanchis | Detlef Ultsch |

## Opravy / O bronz
Do oprav se dostali judisté, kteří během turnaje prohráli svůj zápas s jedním ze dvou finalistů.
| opravy    | opravy         | opravy         | o bronz               |                |
| --------- | -------------- | -------------- | --------------------- | -------------- |
| volný los | Endre Kiss     | Mario Vecchi   | Masao Takahaši        | Masao Takahaši |
| volný los | Endre Kiss     | Mario Vecchi   | Masao Takahaši        | Masao Takahaši |
|           | Mario Vecchi   | Mario Vecchi   | Masao Takahaši        | Masao Takahaši |
|           |                | Masao Takahaši | Masao Takahaši        | Masao Takahaši |
|           |                |                | Peter Donnelly        | Masao Takahaši |
| volný los | Tommy Martin   | Tommy Martin   | Wálter Carmona        | Wálter Carmona |
| volný los | Tommy Martin   | Tommy Martin   | Wálter Carmona        | Wálter Carmona |
|           | Mihalache Toma | Tommy Martin   | Wálter Carmona        | Wálter Carmona |
|           |                | Wálter Carmona | Wálter Carmona        | Wálter Carmona |
|           |                |                | José Antonio Cecchini | Wálter Carmona |

## Pavouk
|   | 1/64               | 1/32                  | 1/16                  | čtvrtfinále           | semifinále            | finále         |
| - | ------------------ | --------------------- | --------------------- | --------------------- | --------------------- | -------------- |
| A | Zbigniew Bielawski | Zbigniew Bielawski    | Mario Vecchi          | Detlef Ultsch         | Detlef Ultsch         | Detlef Ultsch  |
| A | Alex Tolstoy       | Zbigniew Bielawski    | Mario Vecchi          | Detlef Ultsch         | Detlef Ultsch         | Detlef Ultsch  |
| A | volný los          | Mario Vecchi          | Mario Vecchi          | Detlef Ultsch         | Detlef Ultsch         | Detlef Ultsch  |
| A | volný los          | Mario Vecchi          | Mario Vecchi          | Detlef Ultsch         | Detlef Ultsch         | Detlef Ultsch  |
| A | volný los          | Endre Kiss            | Detlef Ultsch         | Detlef Ultsch         | Detlef Ultsch         | Detlef Ultsch  |
| A | volný los          | Endre Kiss            | Detlef Ultsch         | Detlef Ultsch         | Detlef Ultsch         | Detlef Ultsch  |
| A | volný los          | Detlef Ultsch         | Detlef Ultsch         | Detlef Ultsch         | Detlef Ultsch         | Detlef Ultsch  |
| A | volný los          | Detlef Ultsch         | Detlef Ultsch         | Detlef Ultsch         | Detlef Ultsch         | Detlef Ultsch  |
| A | volný los          | Assane N'Doye         | Masao Takahaši        | Masao Takahaši        | Detlef Ultsch         | Detlef Ultsch  |
| A | volný los          | Assane N'Doye         | Masao Takahaši        | Masao Takahaši        | Detlef Ultsch         | Detlef Ultsch  |
| A | volný los          | Masao Takahaši        | Masao Takahaši        | Masao Takahaši        | Detlef Ultsch         | Detlef Ultsch  |
| A | volný los          | Masao Takahaši        | Masao Takahaši        | Masao Takahaši        | Detlef Ultsch         | Detlef Ultsch  |
| A | volný los          | Héctor Estévez        | Alexandr Jackevič     | Masao Takahaši        | Detlef Ultsch         | Detlef Ultsch  |
| A | volný los          | Héctor Estévez        | Alexandr Jackevič     | Masao Takahaši        | Detlef Ultsch         | Detlef Ultsch  |
| A | volný los          | Alexandr Jackevič     | Alexandr Jackevič     | Masao Takahaši        | Detlef Ultsch         | Detlef Ultsch  |
| A | volný los          | Alexandr Jackevič     | Alexandr Jackevič     | Masao Takahaši        | Detlef Ultsch         | Detlef Ultsch  |
| B | volný los          | Mark Carew            | Wolfgang Frank        | Wolfgang Frank        | Peter Donnelly        | Detlef Ultsch  |
| B | volný los          | Mark Carew            | Wolfgang Frank        | Wolfgang Frank        | Peter Donnelly        | Detlef Ultsch  |
| B | volný los          | Wolfgang Frank        | Wolfgang Frank        | Wolfgang Frank        | Peter Donnelly        | Detlef Ultsch  |
| B | volný los          | Wolfgang Frank        | Wolfgang Frank        | Wolfgang Frank        | Peter Donnelly        | Detlef Ultsch  |
| B | volný los          | Louis Jani            | Louis Jani            | Wolfgang Frank        | Peter Donnelly        | Detlef Ultsch  |
| B | volný los          | Louis Jani            | Louis Jani            | Wolfgang Frank        | Peter Donnelly        | Detlef Ultsch  |
| B | volný los          | Alexis Mundo          | Louis Jani            | Wolfgang Frank        | Peter Donnelly        | Detlef Ultsch  |
| B | volný los          | Alexis Mundo          | Louis Jani            | Wolfgang Frank        | Peter Donnelly        | Detlef Ultsch  |
| B | volný los          | Gaston Oula           | Jürg Röthlisberger    | Peter Donnelly        | Peter Donnelly        | Detlef Ultsch  |
| B | volný los          | Gaston Oula           | Jürg Röthlisberger    | Peter Donnelly        | Peter Donnelly        | Detlef Ultsch  |
| B | volný los          | Jürg Röthlisberger    | Jürg Röthlisberger    | Peter Donnelly        | Peter Donnelly        | Detlef Ultsch  |
| B | volný los          | Jürg Röthlisberger    | Jürg Röthlisberger    | Peter Donnelly        | Peter Donnelly        | Detlef Ultsch  |
| B | volný los          | Peter Donnelly        | Peter Donnelly        | Peter Donnelly        | Peter Donnelly        | Detlef Ultsch  |
| B | volný los          | Peter Donnelly        | Peter Donnelly        | Peter Donnelly        | Peter Donnelly        | Detlef Ultsch  |
| B | volný los          | Mohamed Zwagi         | Peter Donnelly        | Peter Donnelly        | Peter Donnelly        | Detlef Ultsch  |
| B | volný los          | Mohamed Zwagi         | Peter Donnelly        | Peter Donnelly        | Peter Donnelly        | Detlef Ultsch  |
| C | Ibrahim Muzaffer   | Kim Won-kil           | Kim Won-kil           | Kim Won-kil           | José Antonio Cecchini | Michel Sanchis |
| C | Kim Won-kil        | Kim Won-kil           | Kim Won-kil           | Kim Won-kil           | José Antonio Cecchini | Michel Sanchis |
| C | volný los          | Pekka Korpiola        | Kim Won-kil           | Kim Won-kil           | José Antonio Cecchini | Michel Sanchis |
| C | volný los          | Pekka Korpiola        | Kim Won-kil           | Kim Won-kil           | José Antonio Cecchini | Michel Sanchis |
| C | volný los          | Slavko Obadov         | Isaac Azcuy           | Kim Won-kil           | José Antonio Cecchini | Michel Sanchis |
| C | volný los          | Slavko Obadov         | Isaac Azcuy           | Kim Won-kil           | José Antonio Cecchini | Michel Sanchis |
| C | volný los          | Isaac Azcuy           | Isaac Azcuy           | Kim Won-kil           | José Antonio Cecchini | Michel Sanchis |
| C | volný los          | Isaac Azcuy           | Isaac Azcuy           | Kim Won-kil           | José Antonio Cecchini | Michel Sanchis |
| C | volný los          | Ramazan               | José Antonio Cecchini | José Antonio Cecchini | José Antonio Cecchini | Michel Sanchis |
| C | volný los          | Ramazan               | José Antonio Cecchini | José Antonio Cecchini | José Antonio Cecchini | Michel Sanchis |
| C | volný los          | José Antonio Cecchini | José Antonio Cecchini | José Antonio Cecchini | José Antonio Cecchini | Michel Sanchis |
| C | volný los          | José Antonio Cecchini | José Antonio Cecchini | José Antonio Cecchini | José Antonio Cecchini | Michel Sanchis |
| C | volný los          | Dessuza               | Terry Watt            | José Antonio Cecchini | José Antonio Cecchini | Michel Sanchis |
| C | volný los          | Dessuza               | Terry Watt            | José Antonio Cecchini | José Antonio Cecchini | Michel Sanchis |
| C | volný los          | Terry Watt            | Terry Watt            | José Antonio Cecchini | José Antonio Cecchini | Michel Sanchis |
| C | volný los          | Terry Watt            | Terry Watt            | José Antonio Cecchini | José Antonio Cecchini | Michel Sanchis |
| D | volný los          | Tommy Martin          | Michel Sanchis        | Michel Sanchis        | Michel Sanchis        | Michel Sanchis |
| D | volný los          | Tommy Martin          | Michel Sanchis        | Michel Sanchis        | Michel Sanchis        | Michel Sanchis |
| D | volný los          | Michel Sanchis        | Michel Sanchis        | Michel Sanchis        | Michel Sanchis        | Michel Sanchis |
| D | volný los          | Michel Sanchis        | Michel Sanchis        | Michel Sanchis        | Michel Sanchis        | Michel Sanchis |
| D | volný los          | Mihalache Toma        | Mihalache Toma        | Michel Sanchis        | Michel Sanchis        | Michel Sanchis |
| D | volný los          | Mihalache Toma        | Mihalache Toma        | Michel Sanchis        | Michel Sanchis        | Michel Sanchis |
| D | volný los          | Nico Scheffen         | Mihalache Toma        | Michel Sanchis        | Michel Sanchis        | Michel Sanchis |
| D | volný los          | Nico Scheffen         | Mihalache Toma        | Michel Sanchis        | Michel Sanchis        | Michel Sanchis |
| D | volný los          | Magnús Hauksson       | Magnús Hauksson       | Wálter Carmona        | Michel Sanchis        | Michel Sanchis |
| D | volný los          | Magnús Hauksson       | Magnús Hauksson       | Wálter Carmona        | Michel Sanchis        | Michel Sanchis |
| D | volný los          | Eric Bessi            | Magnús Hauksson       | Wálter Carmona        | Michel Sanchis        | Michel Sanchis |
| D | volný los          | Eric Bessi            | Magnús Hauksson       | Wálter Carmona        | Michel Sanchis        | Michel Sanchis |
| D | volný los          | Wálter Carmona        | Wálter Carmona        | Wálter Carmona        | Michel Sanchis        | Michel Sanchis |
| D | volný los          | Wálter Carmona        | Wálter Carmona        | Wálter Carmona        | Michel Sanchis        | Michel Sanchis |
| D | volný los          | Bertil Ström          | Wálter Carmona        | Wálter Carmona        | Michel Sanchis        | Michel Sanchis |
| D | volný los          | Bertil Ström          | Wálter Carmona        | Wálter Carmona        | Michel Sanchis        | Michel Sanchis |